# Pedro Fernández (pintor)

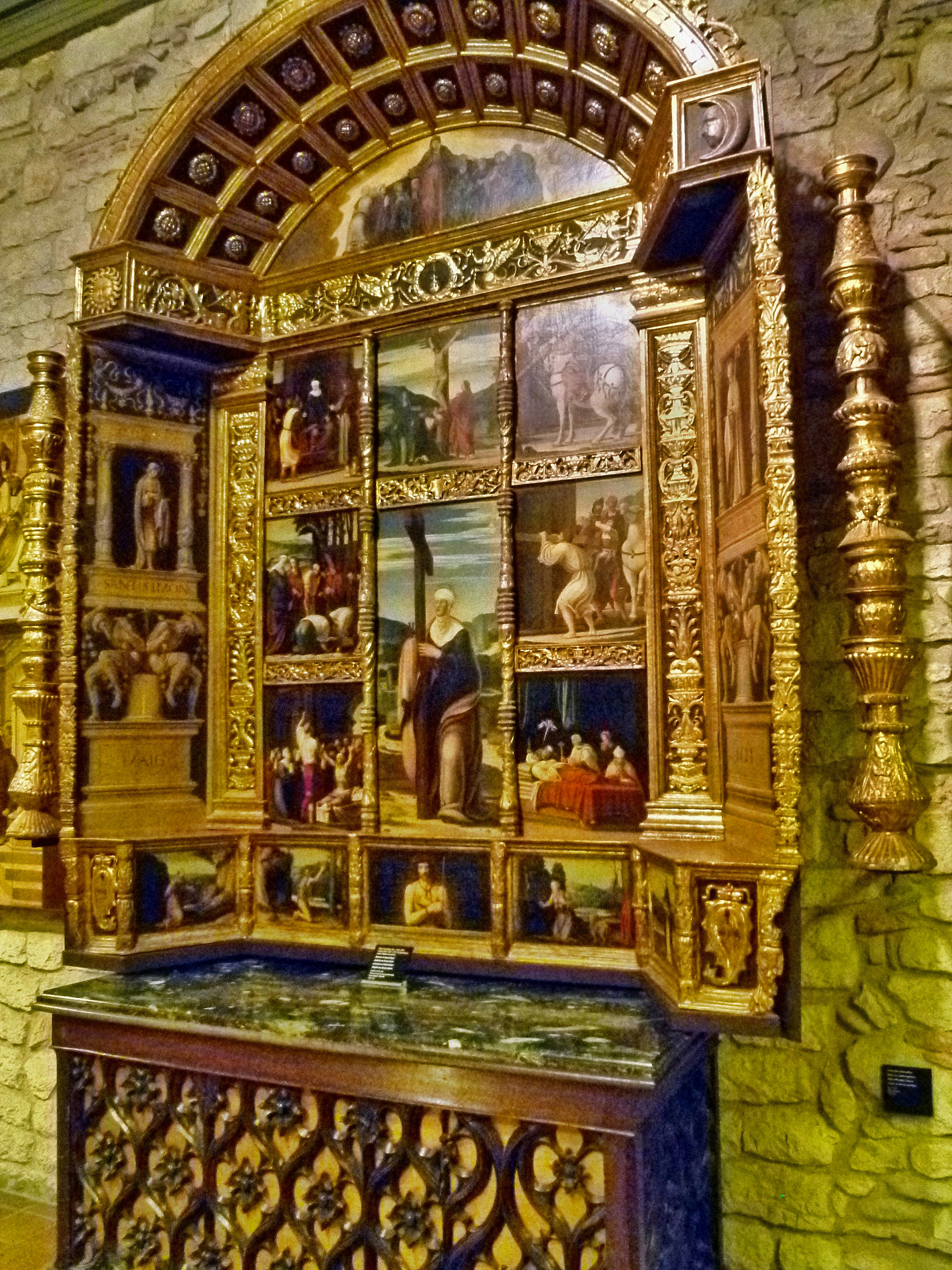
Retablo de santa Elena, 1519-1521. Óleo y temple sobre tabla, 288 x 230 x 60 cm, Gerona, Museu-Tresor de la Catedral de Gerona. Encargada por el canónigo Narcís Simón la labor de pintura a Pedro Fernández y Antonio Norri en noviembre de 1519, estaba concluido en mayo de 1521 según una inscripción en el guardapolvos.

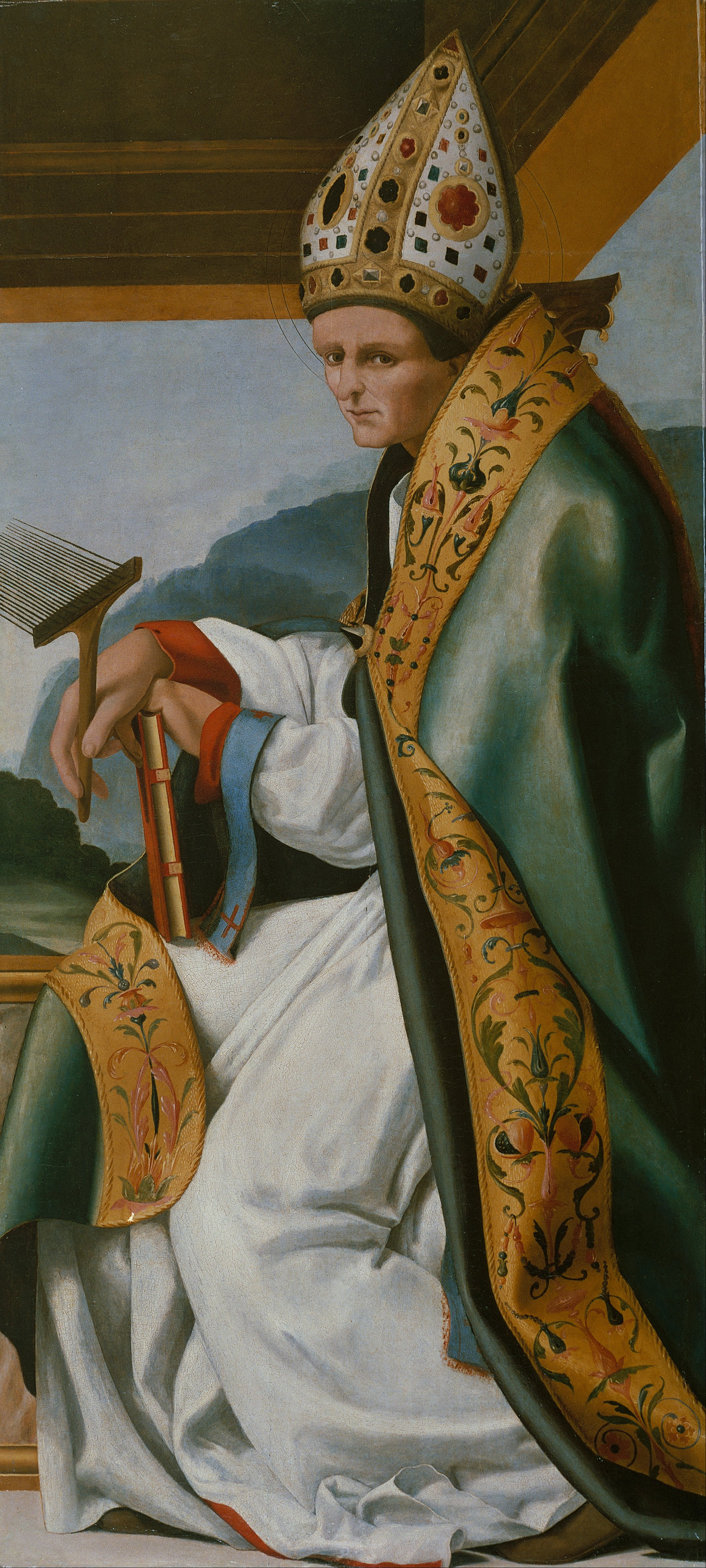
San Blas, 1511-1512. Óleo sobre tabla, 142,5 x 67 cm, Barcelona, Museu Nacional d'Art de Catalunya.

Pedro Fernández, nacido en Murcia, fue un pintor renacentista español, documentado en Nápoles y Gerona de 1510 a 1519. Su personalidad artística —identificado anteriormente con el pintor anónimo conocido como el Pseudo Bramantino— se ha podido definir a partir del Retablo de santa Elena de la catedral de Gerona, pintado en colaboración con Antonio Norri tras su paso por Italia, donde recibió la influencia de varios de los maestros del Renacimiento pleno. Identificado con el pintor activo en Nápoles en 1510-1512 al que las fuentes italianas mencionan como Pietro Ispano, Pietro Francione spagnolo (italianización de Fernández), o Pietro sardo, en Cataluña, a pesar de la elevada calidad del retablo gerundense que ha determinado su identificación, las novedades de su estilo apenas dejaron huella frente a la dominante tendencia tradicional flamenquizante.
En Nápoles, según informaba en 1624 Cesare D'Engenio, había dos retablos en Santa María Egipciaca y San Gaudioso pintados por Pietro Frangione, «eccellente pittore, ma anco raro disegnatore». Ambos retablos se habrían perdido. Sí se conserva parcialmente y desmembrado el que en 1510 le encargó la abadesa del convento de San Gregorio Armeno, donde aún se encuentra de su mano —en muy mal estado— una tabla con la Virgen y el Niño entre san Juan Bautista y san Pedro, en la que se apuntan influencias milanesas en las figuras, derivadas del Bramantino, y de raíz leonardesca en la atmósfera húmeda y el paisaje rocoso al modo de la Virgen de las rocas del pintor florentino. Del citado retablo del monasterio benedictino de San Gregorio Armeno, contratado con la abadesa Tarsilia Guindatia y acabado ya en 1512 proceden, presumiblemente, el San Blas —un santo armeno— del Museu Nacional d'Art de Catalunya, que lo adquirió en 1986 procedente del mercado anticuario londinense, y su pareja, el San Dámaso papa del Fogg Art Museum de Cambridge (Massachusetts), santos de los que las monjas disponían de sendas reliquias de las cabezas. En la pareja de santos Alessandro Ballarin, el primero en apuntar la relación entre estas dos tablas y el retablo de San Gregorio Armeno, identificó además la influencia de La disputa del Sacramento de Rafael en las estancias vaticanas, lo que haría de Fernández el introductor del estilo de Rafael en Nápoles, suponiendo un viaje a Roma en torno a 1511, entre la fecha del contrato y la de su conclusión.
Una vez que la localización de la documentación del retablo de Gerona hizo posible dar nombre al artista conocido hasta entonces como el Pseudo Bramantino, pasaron a ser asignadas a Pedro Fernández el corpus de obras atribuidas anteriormente a aquél, encabezadas por los frescos de la bóveda de la capilla Carafa di Ruvo en la Basílica de San Domenico Maggiore de Nápoles, además de alguna pieza suelta aparecida posteriormente en la que, en palabras de Ballarin, se apreciaba «una veta de excentricidad» conjugada con «una temperatura ibérica», que serían las características principales de la obra del discípulo de Bramantino en una primera etapa, perceptible en la tipología de los personajes que aparecen en tablas como el Descanso en la huida a Egipto del Trinity College de Hartford, la Adoración de los pastores de Celle (Alemania), Bomann-Museum, la tabla del mismo asunto de la duquesa de Villahermosa (Pedrola, Zaragoza), tempranamente llevada a Aragón por el conde Ribagorza, y la Sagrada Familia de la colección Várez de Madrid, en las que los rostros, casi caricaturas, parecen derivar de modelos de Leonardo da Vinci, mezclándose de forma contradictoria con elementos verídicos en las arquitecturas y en la construcción espacial. El corpus de obras asignadas a Fernández se vería finalmente completado con la propuesta de Francesco Abbate, generalmente aceptada, de identificar al maestro murciano con el «maestro Pietro», sardo, citado por Pietro Summonte en 1524 como pintor del retablo de la Visitación en la iglesia de Santa Maria delle Grazie a Caponapoli, en parte conservado en el Museo di Capodimonte.
En su carta a Marcantonio Michiel añadía Summonte otra noticia singular referida al pintor, que, según decía, luego se había hecho ermitaño:  

... in Santa Maria delle Grazie un'oltra cona della Visitazione, fatta pur qua di mano di un maestro Pietro, che poi si fe' eremite. Ipso era sardo.

Mayor dificultad hay para reconstruir su biografía y establecer una cronología de su producción artística desde su formación, en circunstancias aún ignoradas. Por razones estilísticas, obras como el citado Descanso en la huida a Egipto de Hartford, quizá la más precoz de sus obras, podrían remontarse a una fecha cercana a 1500 y suponen una etapa formativa en Milán, en el entorno de Bramante, de donde habría pasado a Roma antes de instalarse en Nápoles, a donde habría llegado en cualquier caso antes de 1510, en que aparece citado documentalmente por primera vez.
Lo que se conserva del retablo de la Visitación de Caponapoli, atribuido por Summonte a Pietro sardo —la predela, las tres tablas del segundo cuerpo, con la Visitación en el centro entre la Adoración de los Reyes Magos y la Natividad, y la tabla central del ático con Cristo muerto sostenido por ángeles, todo ello en el Museo di Capodimonte, más, según alguna propuesta de reconstrucción, el San Juan Bautista de Pasadena, que habría formado parte del primer cuerpo— junto con los frescos de la capilla Carafa di Ruvo, corresponderían a la etapa napolitana inmediatamente anterior a la inflexión rafaelesca iniciada hacia 1511, sujeto todavía a la influencia preponderantemente lombarda, entre otros de Andrea Mantegna, tanto en los frescos de la capilla Carafa, en los que es patente el conocimiento de los frescos pintados por el mantuano en la bóveda de la Cámara de los esposos del palacio ducal, como en la tipología del retablo en perspectiva, en el que las soluciones espaciales de las tablas pintadas se presentan como una continuación de la arquitectura del retablo y en coherencia con el trabajo de carpintería. El San Blas del museo de Barcelona y el San Dámaso del Fogg Art Museum, sin embargo, no se explican sin el estudio por parte de Fernández de los frescos de la Estancia de la Signatura, concluidos por Rafael en el verano de 1511, así como de algunos de los Antepasados pintados por Miguel Ángel en los lunetos de la bóveda de la Capilla Sixtina, parcialmente descubierta al mismo tiempo. A esta etapa, que pone el punto final a su estancia en Nápoles, pertenece también el Camino del Calvario de la Basílica de San Domenico Maggiore, otra de las tablas inicialmente atribuidas al Pseudo Bramantino. El punto de partida parece ser aquí un grabado de Martin Schongauer, pero reinterpretado por Fernández para adaptarlo a una composición equilibrada, deudora de los frescos de Rafael, a la vez que en las cabezas de los sayones vuelve a estar presente el recuerdo de Leonardo.

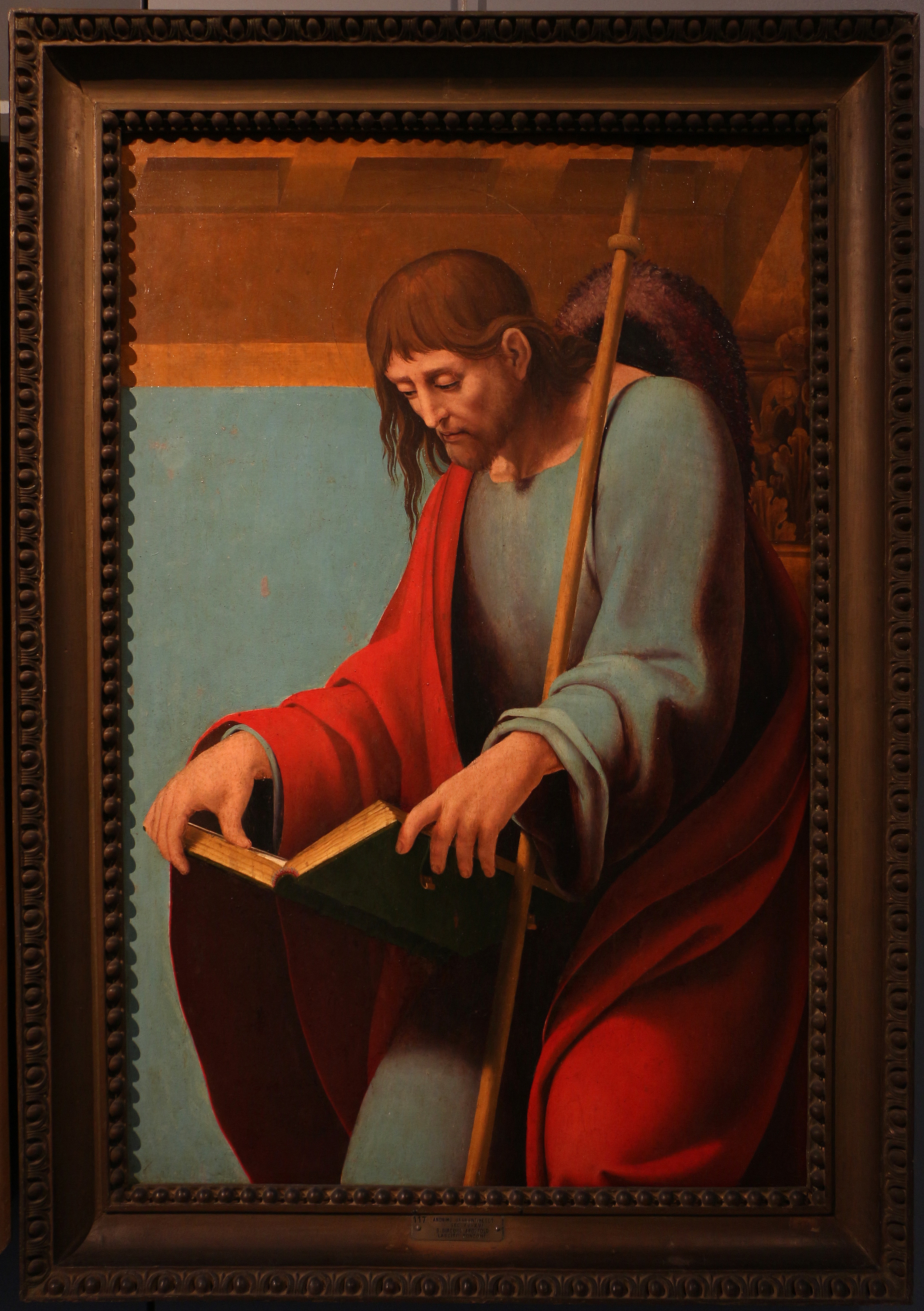
Santiago el Mayor, h. 1517-1518, Cremona, Museo Civico «Ala Ponzone», procedente del retablo mayor del convento amadeita de Bressanoro.

Hacia 1513 se trasladó a Roma donde entró en contacto con la rama de los franciscanos observantes de Amadeo Mendes de Silva, para los que pintó la Visión del beato Amadeo Mendes de Silva, ahora en el Palazzo Barberini, y el posterior retablo del convento de Bressanoro (1517-1518), en la diócesis de Cremona, en el que los amadeitas tuvieron su primera sede. Es posible que a ello aludiese Summonte al escribir que tras su paso por Nápoles se había hecho ermitaño. Desmantelado, el retablo cremonés se encuentra dividido entre la iglesia de Santi Filippo e Giacomo de Castelleone (San Francisco, la Virgen con el Niño y el beato Mendes de Silva) y el Museo Civico de Cremona (San Felipe, Natividad, Santiago el Mayor y Cristo Varón de Dolores, que ocuparía el ático de forma atípica dado su formato casi cuadrado). También podrían ser los amadeitas los destinatarios de la Estigmatización de san Francisco, ahora en la Galleria Sabauda de Turín. Atribuida ya por Roberto Longhi al Pseudo Bramantino, la forma infrecuente de representar los estigmas, como clavos con sus cabezas remachadas en manos y pies, que es también la forma en que aparecen en el retablo de Bressanoro, indica el conocimiento directo de las fuentes franciscanas y en concreto de las hagiografías de Tomás de Celano. Es posible que todavía, tras el paso por Cremona, retornase una vez más a Roma donde, de nuevo para los amadeitas, habría pintado antes de partir en viaje de retorno a España la Asunción de la Virgen de la iglesia de San Lorenzo en Pisciarelli, en la comuna de Bracciano.
El 19 de noviembre de 1519, según la documentación publicada por Pere Freixas en 1984, se encontraba en Gerona contratando con el canónigo Narcís Simón el retablo de Santa Elena de la catedral gerundense, anteriormente atribuido al Pseudo Bramantino. Las cláusulas del contrato, muy detalladas, fijaban los asuntos que debían ser representados por Fernández y su socio Antonio Norri, centrados en el motivo de la historia de la Vera Cruz siguiendo el relato de la Leyenda dorada de Santiago de la Vorágine. Solo dos días antes, el 17 de noviembre, contrató junto con Gabriel Pou, un artista gótico documentado entre 1475 y 1543, la pintura del retablo mayor, hoy perdido, de la iglesia de San Cebrián de Flassá, y algunos días más tarde, el 29 de noviembre, de nuevo con Norri, contrató el retablo de San Vicente de la parroquial de Llansá en la misma provincia de Gerona, también perdido. Dado que nada se sabe de Norri y de su formación artística, los elementos italianizantes presentes tanto en la figuración —atlantes del guardapolvos, derivados de los ignudi de Miguel Ángel en la Sixtina— como en la profundidad de la concepción espacial de las tablas, en las que se mueven con soltura figuras rigurosamente tridimensionales, algunas de ellas extraídas del grabado del Castigo de Elimas de Rafael, se atribuyen a Fernández que quizá se hiciese cargo de la ejecución completa de las pinturas considerando las relativamente reducidas dimensiones del retablo, asequibles para ser abordadas por un maestro en solitario. Norri sería, en tal caso, el maestro local con el que Fernández, murciando recién llegado de Italia y de paso en Gerona, se habría visto precisado a asociarse para obtener encargos.
Según una inscripción en el propio retablo de Santa Elena, en mayo de 1521 estaba concluido. Tras ello se pierde la pista del pintor, que, según se apunta últimamente como hipótesis, podría haber pasado a Zaragoza donde años más tarde, en 1540, se documenta a un pintor homónimo.